# David Willemsens

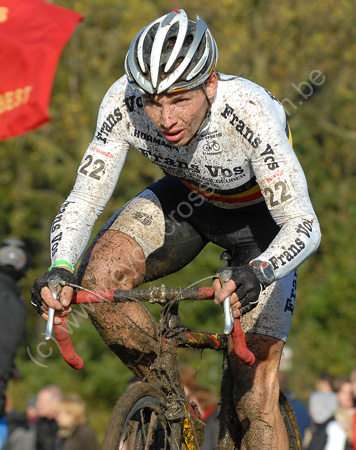
David Willemsens

David Willemsens (* 15. Januar 1975 in Brecht) ist ein ehemaliger belgischer Cyclocrossfahrer.
David Willemsens gewann 1998 den Noordzeecross in Middelkerke. Im nächsten Jahr war er beim Internationalen Cyclo-Cross in Huijbergen erfolgreich. 2004 wurde er zum ersten Mal belgischer Meister der Amateure, diesen Titel konnte er 2005 und 2006 verteidigen. Außerdem gewann er 2004 die National Trophy Series in Leicester. In der Saison 2006/2007 war er beim G.P. Commune Niederanven et GP Comat in Contern und wieder bei der National Trophy Series in Leicester erfolgreich. 2007 fuhr Willemsens für das belgische Continental Team Sunweb-Pro Job.

## Erfolge
1998/1999
- Noordzeecross, Middelkerke

1999/2000
- Int. Cyclo-Cross Huijbergen, Huijbergen

2003/2004
- Belgischer Crossmeister (Amateure)

2004/2005
- National Trophy Series, Leicester
- Belgischer Crossmeister (Amateure)

2005/2006
- Belgischer Crossmeister (Amateure)

2006/2007
- G.P. Commune Niederanven et GP Comat, Contern
- National Trophy Series, Leicester

2008/2009
- National Trophy Round 2, Exeter

## Teams
- 2007 Sunweb-Pro Job